# Hardapdam
De Hardapdam is het grootste stuwmeer in Namibië. De maximale capaciteit is 300 miljoen m³, al wordt deze omvang vrijwel nooit behaald. Namibië kent een zeer droog klimaat en de rivieren die water naar de dam moeten voeren stromen zelden.
De rivier wordt gevoed door acht rivieren. De belangrijkste rivier die water naar de Hardapdam voert is de Visrivier. Na de dam voert de rivier water naar de beroemde Fish River Canyon.
Het water uit het stuwmeer wordt gebruikt voor irrigatie en consumptie. Met name de stad Mariental en het landbouwgebied in de nabijheid gebruiken het water uit de Hardapdam.
Na hevige regenval stroomopwaarts bereikte de Hardapdam op zaterdag 25 februari 2006 een capaciteit van 110%. Namwater, het Namibische waterbedrijf, opende de sluizen al bij 84% maar er stroomde meer water in de dam dan er via de geopende sluizen uitstroomde. De stormvloed overstroomde de plaats Mariental en richtte grote materiële schade aan.¹